# Нашвілл (Мічиган)
Нашвілл (англ. Nashville) — селище (англ. village) в США, в окрузі Беррі штату Мічиган. Населення — 1537 осіб (2020).

## Географія
Нашвілл розташований за координатами 42°36′11″ пн. ш. 85°5′38″ зх. д. / 42.60306° пн. ш. 85.09389° зх. д. (42.602967, -85.093882).  За даними Бюро перепису населення США в 2010 році селище мало площу 5,77 км², з яких 5,49 км² — суходіл та 0,28 км² — водойми.

## Демографія
Згідно з переписом 2010 року, у селищі мешкало 1628 осіб у 620 домогосподарствах у складі 415 родин. Густота населення становила 282 особи/км².  Було 708 помешкань (123/км²).
Расовий склад населення:
| - 97,2 % — білих - 0,6 % — корінних американців - 0,4 % — азіатів - 0,2 % — чорних або афроамериканців |

До двох чи більше рас належало 1,2 %. Частка іспаномовних становила 2,1 % від усіх жителів.
За віковим діапазоном населення розподілялося таким чином: 26,6 % — особи молодші 18 років, 60,5 % — особи у віці 18—64 років, 12,9 % — особи у віці 65 років та старші. Медіана віку мешканця становила 35,9 року. На 100 осіб жіночої статі у селищі припадало 96,9 чоловіків;  на 100 жінок у віці від 18 років та старших — 93,7 чоловіків також старших 18 років.
Середній дохід на одне домашнє господарство  становив 46 295 доларів США (медіана — 33 462), а середній дохід на одну сім'ю — 50 170 доларів (медіана — 38 375). Медіана доходів становила 40 395 доларів для чоловіків та 31 667 доларів для жінок. За межею бідності перебувало 20,2 % осіб, у тому числі 35,1 % дітей у віці до 18 років та 3,4 % осіб у віці 65 років та старших.
Цивільне працевлаштоване населення становило 649 осіб. Основні галузі зайнятості: виробництво — 31,1 %, освіта, охорона здоров'я та соціальна допомога — 17,1 %, мистецтво, розваги та відпочинок — 10,9 %, роздрібна торгівля — 10,8 %.